# 布盧峽谷 (加利福尼亞州)
布盧峽谷（英語：Blue Canyon）是位於美國加利福尼亞州普萊瑟縣的一個非建制地區。該地的面積和人口皆未知。

## 地理
布盧峽谷的座標為39°15′26″N 120°42′40″W / 39.25722°N 120.71111°W，而該地的平均海拔高度為1431米（即4695英尺）。